# Didemnum fulgens
Didemnum fulgens är en sjöpungsart som först beskrevs av Milne-Edwards 1841.  Didemnum fulgens ingår i släktet Didemnum och familjen Didemnidae. Inga underarter finns listade i Catalogue of Life.